# Yuan Qiqi
Pour les articles homonymes, voir Yuan (homonymie) et Qiqi.
Yuan Qiqi (chinois simplifié : 袁琦琦,née le 26 octobre 1995 à  Zhangjiagang dans la province Jiangsu) est une athlète chinoise, spécialiste du sprint.

## Biographie

### Débuts
Elle commence à s'entraîner dès l''âge de 11 ans. 
Aux Jeux de l'Asie de l'Est de 2013 à Tianjin, elle est médaille d'argent sur 200 mètres et médaille d'or avec la Chine sur 4 x 100 mètres.
En 2014, lors des Championnats d'Asie junior de Taipei, elle est médaille d'argent sur 200 mètres et médaille d'or au relais 4 x 100 mètres. Aux Jeux Asiatiques d'Incheon, elle prend la sixième place du 100 mètres en 11 s 68. Elle participe au Relais Mondiaux de Nassau avec la Chine sur 4 x 100 mètres et termine cinquième de la série et cinquième de la finale 2.

### 2015
En mai 2015, elle termine quatrième avec la Chine des Relais Mondiaux de Nassau sur 4 x 200 mètres et est une nouvelle fois éliminée en série sur 4 x 100 mètres. Lors des Championnats d'Asie à Wuhan en juin, elle est demi-finaliste sur 100 mètres et médaille d'or du 4 x 100 mètres.

### 2016
En février 2016, elle est vice-championne d'Asie indoor sur 60 mètres en 7 s 33 derrière la kazakhe Viktoriya Zyabkina. A Rio en août, elle participe à ses premiers Jeux Olympiques mais elle est éliminée en série sur 100 mètres et 4 x 100 mètres. 

### 2017
En avril 2017, elle termine troisième des Relais Mondiaux de Nassau sur 4 x 100 mètres en 43 s 11 et huitième sur 4 x 200 mètres.

### 2018
Aux Jeux Asiatiques de Jakarta en août, elle termine deuxième du 4 x 100 mètres avec le relais chinois. Avec ce même relais, elle participe en fin d'année à la Coupe Continentale d'Ostrava en représentant l'Asie-pacifique et termine troisième de l'épreuve.

### 2019
Aux mondiaux militaires de Wuhan, elle termine deuxième du 4 x 100 mètres en 43 s 45.

## Palmarès
| Date | Compétition                  | Lieu    | Résultat | Épreuve   | Temps         |
| ---- | ---------------------------- | ------- | -------- | --------- | ------------- |
| 2013 | Jeux de l'Asie de l'Est      | Tianjin | 2e       | 200 m     | 24 s 15       |
| 2013 | Jeux de l'Asie de l'Est      | Tianjin | 1re      | 4 x 100 m | 43 s 66       |
| 2014 | Championnats d'Asie juniors  | Taipei  | 1re      | 4 x 100 m | 45 s 34       |
| 2014 | Championnats d'Asie juniors  | Taipei  | 2e       | 100 m     | 11 s 64       |
| 2015 | Championnats d'Asie          | Wuhan   | 1re      | 4 x 100 m | 43 s 10       |
| 2015 | Relais mondiaux              | Nassau  | 4e       | 4 x 200 m | 1 min 34 s 89 |
| 2016 | Championnats d'Asie en salle | Doha    | 2e       | 60 m      | 7 s 33        |
| 2017 | Relais mondiaux              | Nassau  | 3e       | 4 x 100 m | 43 s 11       |
| 2018 | Jeux asiatiques              | Jakarta | 2e       | 4 x 100 m | 42 s 84       |
| 2018 | Jeux asiatiques              | Jakarta | 6e       | 100 m     | 11 s 68       |
| 2018 | Coupe continentale           | Ostrava | 3e       | 4 x 100 m | 42 s 93       |
| 2019 | Jeux mondiaux militaires     | Wuhan   | 2e       | 4 x 100 m | 43 s 45       |
| 2023 | Championnats d'Asie          | Bangkok | 1re      | 4 × 100 m | 43 s 35       |

## Records
| Épreuve      | Épreuve   | Performance   | Lieu    | Date             |
| ------------ | --------- | ------------- | ------- | ---------------- |
| En plein air | 100 m     | 11 s 29       | Pékin   | 16 mai 2016      |
| En plein air | 200 m     | 23 s 28       | Tianjin | 5 septembre 2017 |
| En plein air | 4 x 100 m | 42 s 59       | Tianjin | 7 septembre 2017 |
| En plein air | 4 x 200 m | 1 min 34 s 89 | Nassau  | 2 mai 2015       |
| En salle     | 60 m      | 7 s 30        | Nanjing | 8 mars 2015      |
| En salle     | 200 m     | 23 s 91       | Nanjing | 24 février 2017  |